# Башмаков, Виктор Яковлевич
Виктор Яковлевич Башмаков (16 июня 1941 — 24 марта 2024) — советский и российский педагог, народный учитель Российской Федерации (2002).
Учитель химии школы (сейчас — лицей) № 8 Тихвина, также работал в должности заместителя директора по учебно-воспитательной работе, был директором этого учебного заведения.
Более 45 выпускников Виктора Яковлевича имеют различные учёные степени.
Умер 24 марта 2024 года в возрасте 82 лет.

## Награды
- Орден Почёта (1998)[2]
- Народный учитель Российской Федерации (2002)
- Почётный гражданин Ленинградской области (2012)
- Почётный гражданин города Тихвина и Тихвинского района (2007)